# Praskozorje (roman)
Praskozorje  je četvrti i zadnji roman iz serijala Sumrak od Stephenie Meyer. 

## Radnja romana
Vječni tinejdžer Edward i Bella završili maturirali su te svoju dugogodišnju ljubavnu vezu odlučili okruniti brakom. No to će biti moguće jedino ako se ona preobrazi u vampiricu i zauvijek odrekne ljudskoga života.
Bez obzira na mukotrpne i dugotrajne posljedice koje će Belli donijeti ta vječna preobrazba, ona je zbog ljubavi spremna reći sudbonosno 'da' i ući u svijet hladnoće, mraka i besmrtnosti.
Obitelj Cullen oduvijek se borila za miran suživot svoga i ljudskog roda, no Bellina preobrazba ugrozit će stoljetni mir koji je stajao na, kako se čini, krhkim temeljima suživota.
Građani Forksa, a prije svega indijansko pleme Quileute (vukodlaci) brak vide kao širenje vampirske vrste i kršenje osnovnog uvjeta vjekovnog mira - ne ugrožavanja ni jednog ljudskog bića.
Pojedini Quileutei poprimaju obličje vukodlaka u blizini vampirske ili neke druge prijetnje, a Bellina odluka najviše pogađa Jacoba Blacka, sina poglavice Quilleta, koji se i sam bezuvjetno zaljubio u Bellu i spreman je učiniti sve kako Bella ne bi postala vampirica i tako ju zauvijek izgubio. 
Nakon vjenčanja Edward je obećao pretvoriti Bellu u vampiricu. Na medenom mjesecu Bella je zatrudnjela s Edwardom. Iako se svi žele riješiti tok stvora, Bella ne dozvoljava da mu itko bilo što radi. Nakon mukotrpne i jako bolne trudnoće, nakon mjesec dana Bella rađa ljudsko-vampirsku djevojčicu Renesmee. Budući da je izgubila jako mnogo krvi, jedini način da preživi je da postane vampirica. Edward ju pretvara. Jacob je bio u blizini i prvi put vidi tog stvora kojeg je mrzio jer je uništavao Bellu. Otisnuo se na Renesmee. 
Renesmee je narasla jako brzo, za 4 godine izgledala je kao da joj je 17. Renesmee i Jacob bili su zauvijek sretno zaljubljeni, kao i Bella i Edward i ostali Cullenovi.